# ستيفان ستويانوفيتش (لاعب كرة قدم صربي)
ستيفان ستويانوفيتش (25 أبريل 1992 في صربيا - ) هو لاعب كرة قدم صربي في مركز الهجوم. لعب مع نادي سميديريفو ‏ وملادي رادنيك ‏.

## وصلات خارجية
- ستيفان ستويانوفيتش (لاعب كرة قدم صربي) على موقع قاعدة بيانات كرة القدم.إي يو (الإنجليزية)
- ستيفان ستويانوفيتش (لاعب كرة قدم صربي) على موقع Soccerway.com (الإنجليزية)